# Pinus apulcensis
Espèce
Pinus apulcensis est une espèce de conifères de la famille des Pinaceae.